# Gijs Van Hoecke
Gijs Van Hoecke (ur. 12 listopada 1991 w Gandawie) – belgijski kolarz torowy i szosowy, mistrz świata w madisonie (2012).
Specjalizuje się w omnium. Brązowy medalista mistrzostw świata z Apeldoorn (2011) w tej konkurencji. Wraz z Kennym De Ketele zdobył mistrzostwo świata w 2012 roku w madisonie. Dwukrotny wicemistrz świata juniorów w madisonie (2008, 2009).

## Najważniejsze osiągnięcia

### kolarstwo torowe
2008
- 2. miejsce w mistrzostwach świata juniorów (madison)

2009
- 2. miejsce w mistrzostwach świata juniorów (madison)
- 1. miejsce w mistrzostwach Belgii do lat 23 (omnium)

2010
- 2. miejsce w mistrzostwach Europy do lat 23 (omnium)

2011
- 3. miejsce w mistrzostwach świata (omnium)

2012
- 1. miejsce w mistrzostwach świata (madison)
- 2. miejsce w mistrzostwach Europy do lat 23 (wyścig druż. na dochodzenie)
- 2. miejsce w mistrzostwach Europy do lat 23 (madison)

### kolarstwo szosowe
2011
- 2. miejsce w Paryż-Tours do lat 23

2012
- 3. miejsce w Ronde van Zeeland Seaports

2013
- 2. miejsce w Grand Prix Criquielion

2014
- 1. miejsce w Internationale Wielertrofee Jong Maar Moedig